# Schweiz bidrag i Eurovision Song Contest

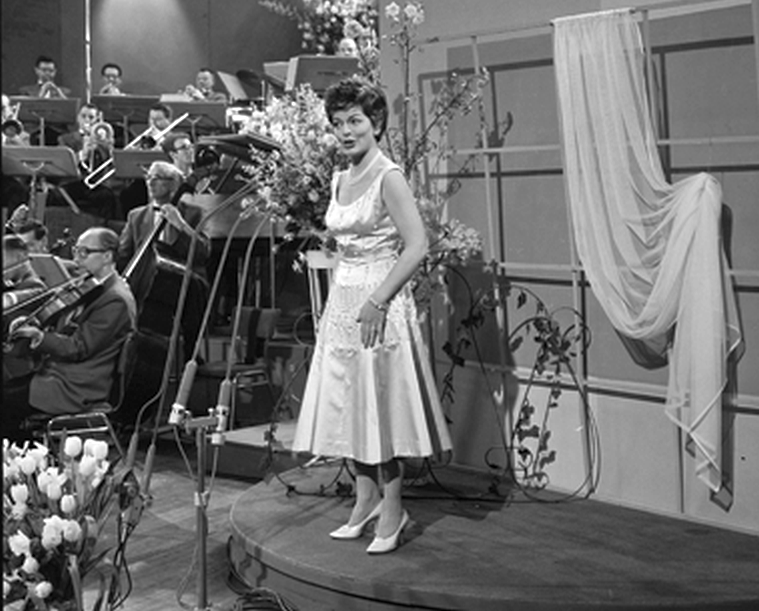
Lys Assia i Hilversum 1958.

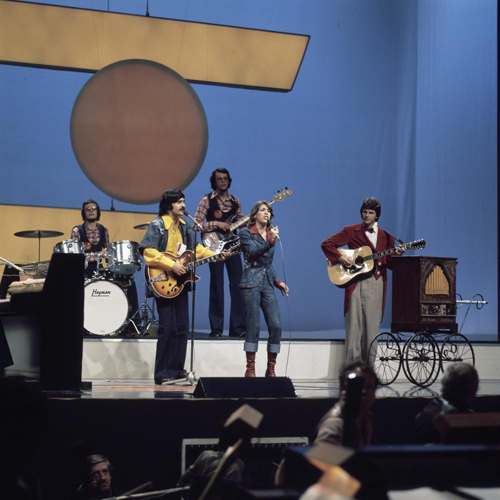
Peter, Sue & Marc i Haag 1976.

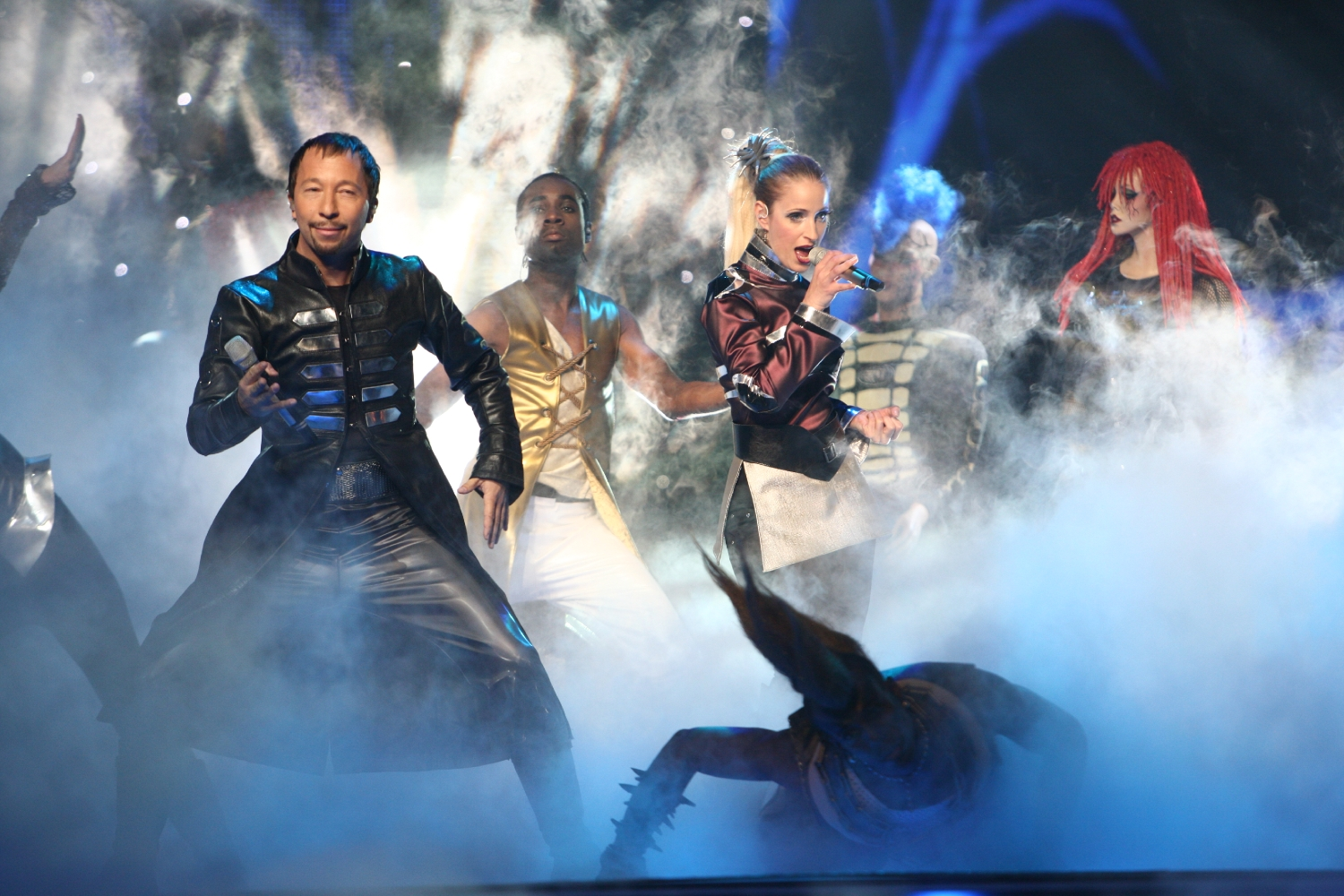
DJ Bobo i Helsingfors 2007.

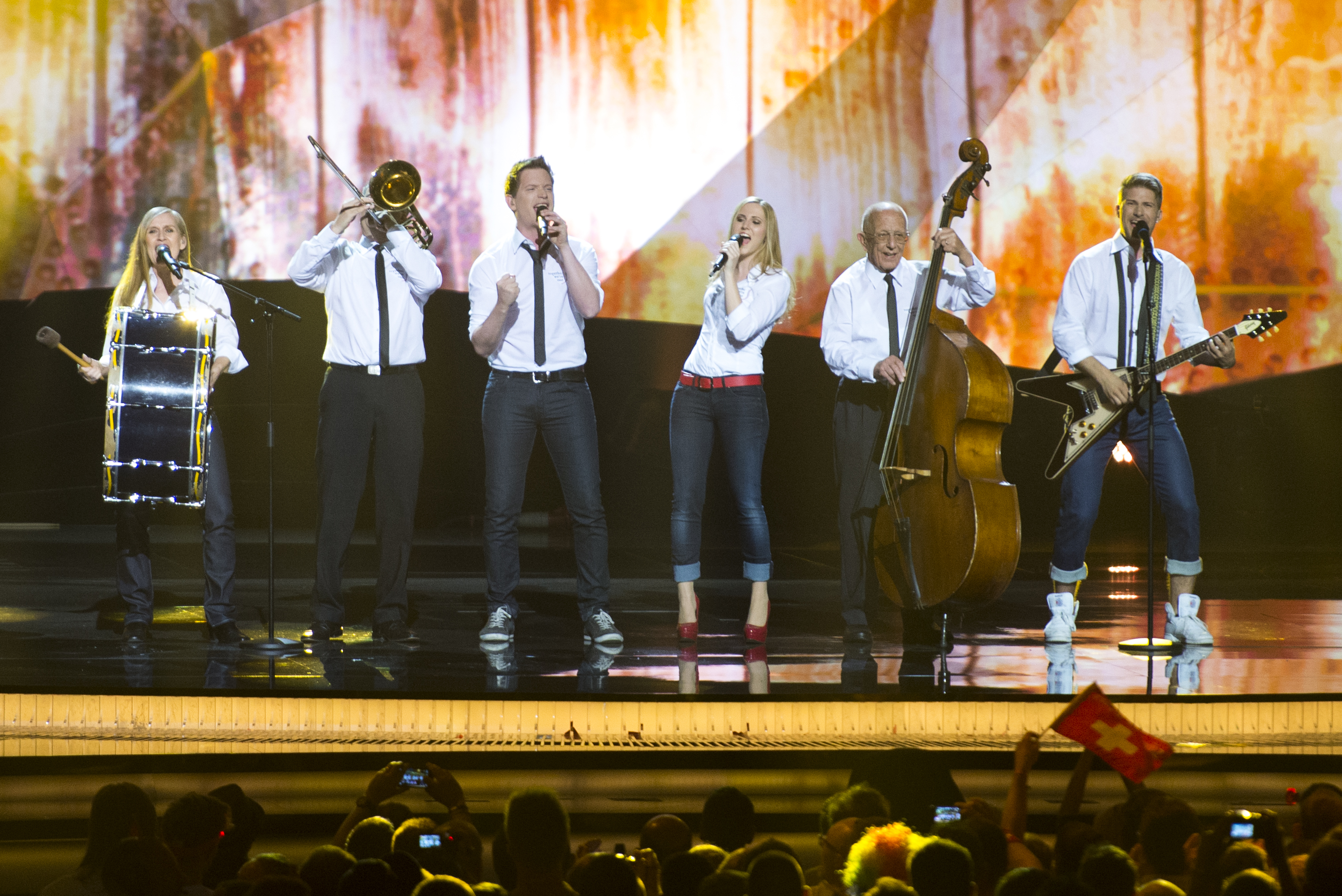
Takasa i Malmö 2013.

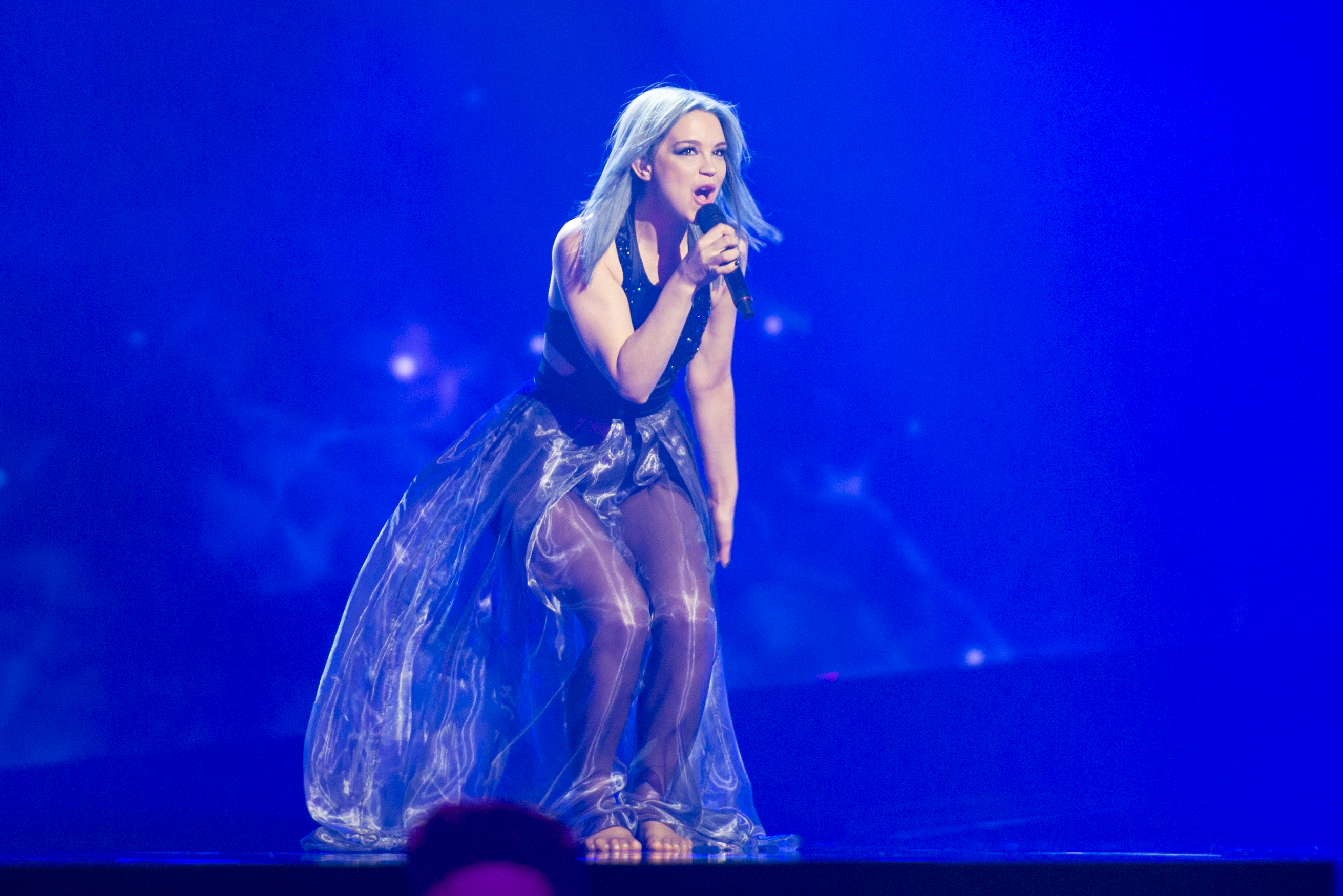
Rykka i Stockholm 2016.

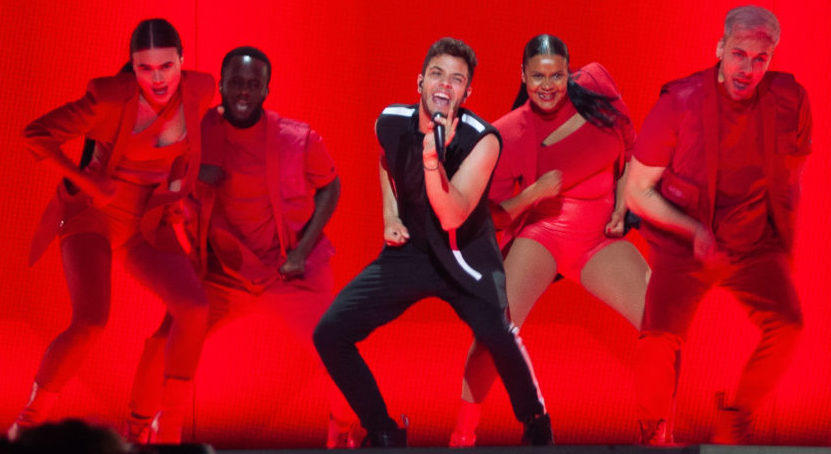
Luca Hänni i Tel Aviv 2019.

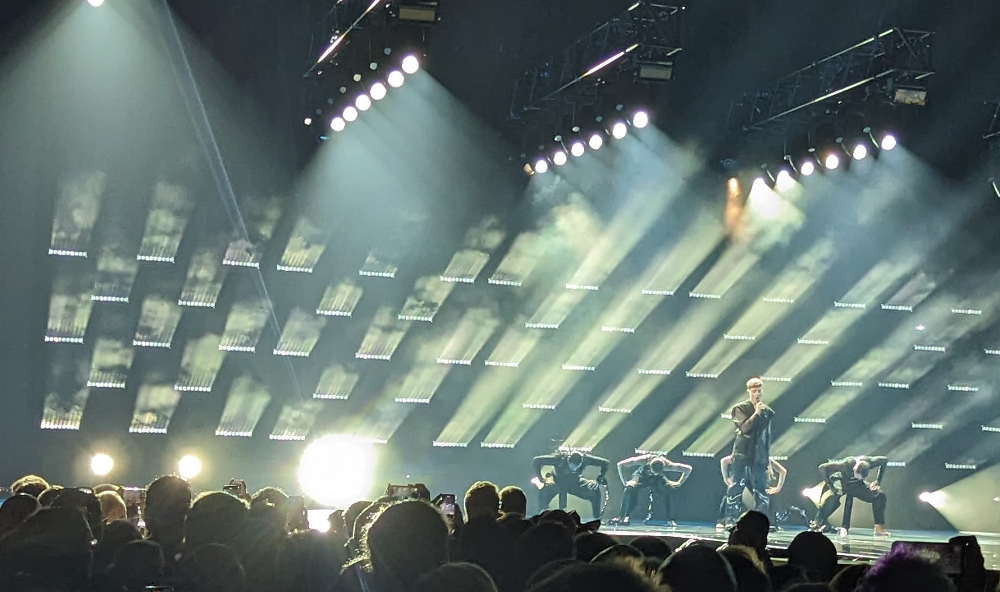
Remo Forrer i Liverpool 2023.

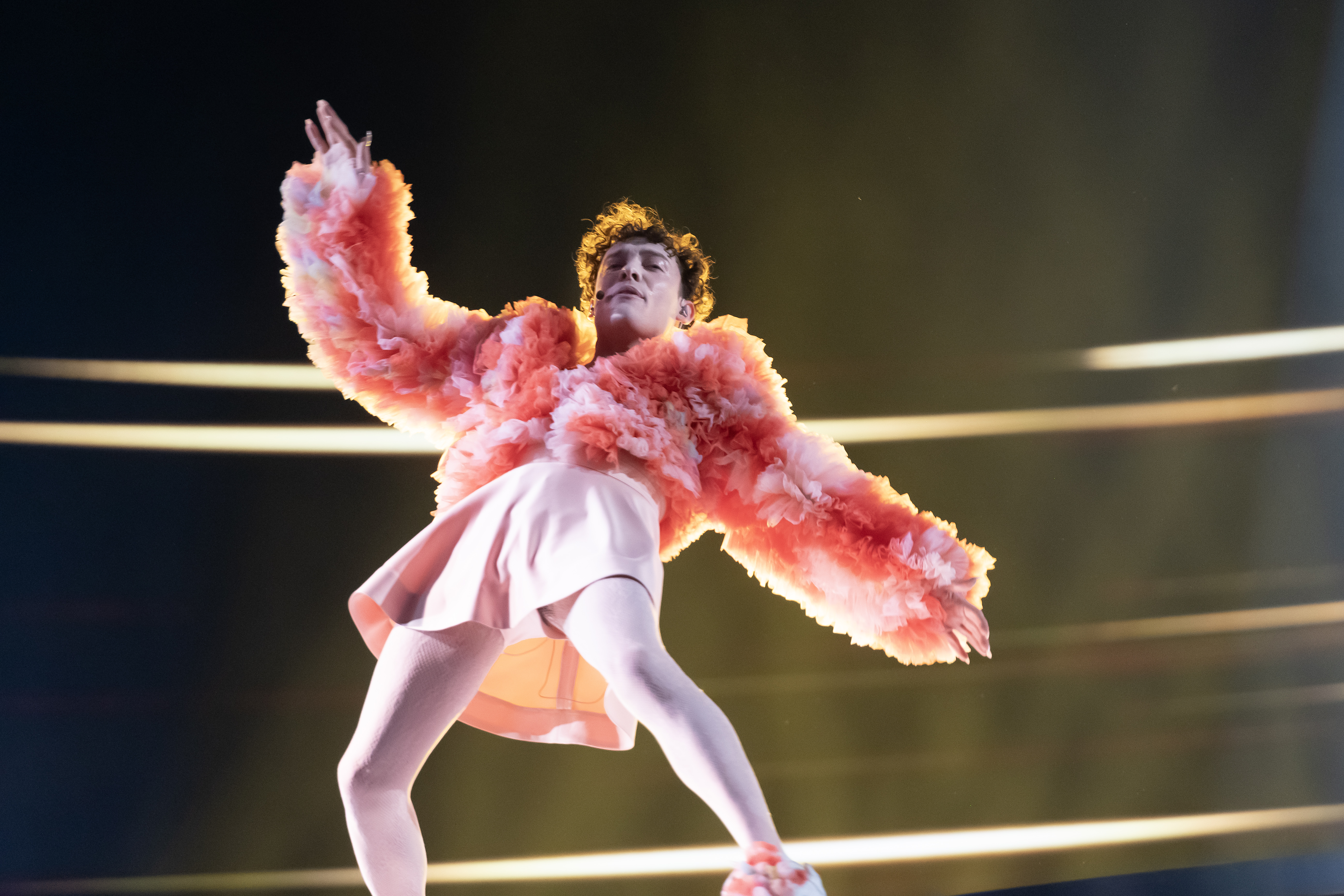
Nemo i Malmö 2024.

Schweiz debuterade i Eurovision Song Contest 1956 och har till och med 2025 deltagit 65 gånger. Det schweiziska tv-bolaget SRG SSR har ansvarat för Schweiz medverkan varje år sedan 1956. Schweiz har använt olika metoder för att utse sin representant och låt, genom antingen internval eller nationell uttagning. I Genève i Schweiz finns också tävlingens huvudkontor.
Schweiz har vunnit tävlingen tre gånger hittills. Första vinsten kom under debutåret och tävlingens första upplaga 1956. Andra vinsten kom 32 år senare, 1988 och den tredje vinsten kom ytterligare 36 år senare, 2024. Förutom segrarna har Schweiz varit på pallplats vid ytterligare sju tillfällen; tre andraplatser (1958, 1963 och 1986) och fyra tredjeplatser (1961, 1982, 1993 och 2021).

## Schweiz i Eurovision Song Contest

### Historia
Schweiz var värdland för den första upplagan av Eurovision Song Contest i Lugano, vilken de också vann med Lys Assias låt Refrain. Schweiz är jämte Serbien de två länderna som vunnit tävlingen under sitt debutår. Lys Assia kom att representera Schweiz igen de följande två åren efter segern. 1957 resulterade i en åttondeplats medan man 1958 kom tvåa efter Frankrike som vann med tre poängs försprång. Under 1960-talet hamnade man på pallplats två gånger, först på tredje plats 1961 med Franca di Rienzo, och därefter tvåa med den israeliska sångerskan Esther Ofarim 1963. Schweiz slutade sist i finalen vid två tillfällen, 1964 och 1967 där man dessutom blev poänglöst. Under 1970-talet fram till och med 1987 hade Schweiz blandade resultat i tävlingen. Man kom återigen sist i finalen 1974, men man kom på pallplats två gånger, först 1982, då man kom trea i Harrogate med Arlette Zola, och sen tvåa efter Belgien 1986 med Daniela Simmons. Åren 1975–1982 slutade Schweiz inom topp tio varje år, varav fyra gånger inom topp fem. Den schweiziska sånggruppen Peter, Sue & Marc representerade Schweiz hela fyra gånger; 1971, 1976 1979 och 1981. Sånggruppen levererade bra resultat för hemlandet. Bortsett från tolfteplatsen i Dublin 1971 hamnade man på tionde plats i finalen 1979 och på fjärde plats både 1976 och 1981.
Schweiz tog sin andra seger i tävlingen 1988, denna gången med den kanadensiska sångerskan Céline Dion som hade lånats in som representant och vann i Dublin. Segern för Schweiz var dock långt ifrån självklar under omröstningens gång, som var en rysare. Storbritannien låg inför sista röstomgången på första plats med fem poäng före Schweiz som låg tvåa. När Jugoslavien som sista land angav sina röster fick britterna dock inte några poäng alls. Istället gav de sex poäng till Schweiz som därmed gick förbi med en enda poäng och vann tävlingen. Dion var innan tävlingen endast känd inom de franskspråkiga länderna med sina hits, men segern öppnade dörren för en internationell karriär även utanför de franskspråkiga områden. Efter segern fick Schweiz arrangera tävlingen året därpå i Lausanne. Schweiz deltog därefter i tävlingen samtliga år till och med 1994. Schweiz slutade trea i finalen i Millstreet 1993 med Annie Cotton, den andra sångerskan från Kanada, efter Céline Dion.
Efter bronsplatsen 1993 gick Schweiz in i en period med mestadels dåliga resultat. Från 1994 fram till 2003 var de dåvarande tävlingsreglerna sådana att länder som placerade sig sämre ett år fick avstå medverkan året därpå för att kunna göra plats åt andra länder som hade fått avstå året innan att delta (Sovjetunionens och Jugoslaviens fall resulterade i att flera länder ville delta vilket ledde till denna regel). Schweiz uteblev från tävlingen åren 1995, 1999, 2001 och 2003 eftersom man hade hamnat på bottenplaceringarna åren innan (1998 kom man sist och poänglöst). När systemet med semifinal introducerades 2004 slutade Schweiz sist i semifinalen det året och blev poänglöst, vilket var fjärde gången för landet. Året därpå i Kiev gick det betydligt bättre, man representerades av den estniska musikgruppen Vanilla Ninja, då kvalade Schweiz sig till finalen och slutade på åttonde plats i landets första topp tio-placering på tolv år. Schweiz var, tack vare åttondeplatsen, året efter direktkvalificerat till finalen. Enligt dåvarande system direktkvalificerade sig samtliga topp tio-länder till finalen året därpå. I finalen i Aten 2006 representerades Schweiz av den sammansatt konstellationen Six4one där flera olika nationaliteter ingick, däribland svenske Andreas Lundstedt. Bidraget slutade på en delad sextondeplats med Lettland och därmed behövde Schweiz vara i semifinal igen året efter. I Helsingfors 2007 representerade den internationellt kända eurodanceartisten DJ Bobo landet med låten "Vampires Are Alive". Trots att bidraget var en favorit missade DJ Bobo finalen och slutade på tjugonde plats i semifinalen. När systemet med två semifinaler infördes 2008 nådde Schweiz ingen finalplats, först 2011 kom de till final, då Anna Rossinelli med låten "In Love for a While". I finalen kom Schweiz sist med nitton poäng. Därefter tog det tre år tills Schweiz skulle nå finalen igen. I Köpenhamn 2014 kvalade man sig till finalen och slutade på trettonde plats. Åren 2015–2018 kvalade sig Schweiz inte till finalen, man hade dock slutat sist i semifinalen två gånger (2015 och 2016).
Schweiz kvalade sig in till finalen 2019 med Luca Hänni och låten "She Got Me". Hänni slutade på fjärde plats i finalen i Tel Aviv, vilket var landets bästa resultat och första topp fem-placering på 26 år. 2021 kom Gjon's Tears med ett bättre resultat. Med låten "Tout l'Univers" vann Schweiz semifinalen och slutade trea i finalen i landets första pallplacering sedan 1993.
Schweiz tog sin tredje seger i tävlingen 2024, denna gången med låten "The Code" framförd av sångaren Nemo.

### Nationell uttagningsform
Fram till och med 2010 hade Schweiz antingen valt ut sin representant och låt via internval eller via den nationella uttagningen "Concours Eurovision". Internval användes 1958, 1962, 1971, 1994, 1996–1997 och samtliga åren 2005–2010. Den nationella uttagningens upplägg var en final där regionala jurygrupper fick utse det vinnande bidraget. 1998 ersattes detta med tittarröster. 2011 fick den nationella uttagningen ett nytt namn, "Die Grosse Entscheidungsshow". Uttagningens upplägg var densamma, en final där tittarna fick utse bidraget. Uttagningen varade fram till 2018 och ersattes med internval av det nationella tv-bolaget.

## Resultattabell
| 1 | Vinnare                            |
| 2 | Andra plats                        |
| 3 | Tredje plats                       |
| ◁ | Sista plats                        |
| X | Ett bidrag valdes men tävlade inte |

| År               | Artist                                   | Bidrag                               | Språk             | Final              | Poäng              | Semi               | Poäng              |
| ---------------- | ---------------------------------------- | ------------------------------------ | ----------------- | ------------------ | ------------------ | ------------------ | ------------------ |
| 1956             | Lys Assia                                | "Das alte Karussell"                 | Tyska             | 2                  | i.u.               | Inga semifinaler   | Inga semifinaler   |
| 1956             | Lys Assia                                | "Refrain"                            | Franska           | 1                  | i.u.               | Inga semifinaler   | Inga semifinaler   |
| 1957             | Lys Assia                                | "L'enfant que j'étais"               | Franska           | 8                  | 5                  | Inga semifinaler   | Inga semifinaler   |
| 1958             | Lys Assia                                | "Giorgio"                            | Tyska, italienska | 2                  | 24                 | Inga semifinaler   | Inga semifinaler   |
| 1959             | Christa Williams                         | "Irgendwoher"                        | Tyska             | 4                  | 14                 | Inga semifinaler   | Inga semifinaler   |
| 1960             | Anita Traversi                           | "Cielo e terra"                      | Italienska        | 8                  | 5                  | Inga semifinaler   | Inga semifinaler   |
| 1961             | Franca di Rienzo                         | "Nous aurons demain"                 | Franska           | 3                  | 16                 | Inga semifinaler   | Inga semifinaler   |
| 1962             | Jean Philippe                            | "Le retour"                          | Franska           | 10                 | 2                  | Inga semifinaler   | Inga semifinaler   |
| 1963             | Esther Ofarim                            | "T'en va pas"                        | Franska           | 2                  | 40                 | Inga semifinaler   | Inga semifinaler   |
| 1964             | Anita Traversi                           | "I miei pensieri"                    | Italienska        | 13                 | 0                  | Inga semifinaler   | Inga semifinaler   |
| 1965             | Yovanna                                  | "Non, à jamais sans toi"             | Franska           | 8                  | 8                  | Inga semifinaler   | Inga semifinaler   |
| 1966             | Madeleine Pascal                         | "Ne vois-tu pas?"                    | Franska           | 6                  | 12                 | Inga semifinaler   | Inga semifinaler   |
| 1967             | Géraldine                                | "Quel cœur vas-tu briser?"           | Franska           | 17                 | 0                  | Inga semifinaler   | Inga semifinaler   |
| 1968             | Gianni Mascolo                           | "Guardando il sole"                  | Italienska        | 13                 | 2                  | Inga semifinaler   | Inga semifinaler   |
| 1969             | Paola del Medico                         | "Bonjour, Bonjour"                   | Tyska, franska    | 5                  | 13                 | Inga semifinaler   | Inga semifinaler   |
| 1970             | Henri Dès                                | "Retour"                             | Franska           | 4                  | 8                  | Inga semifinaler   | Inga semifinaler   |
| 1971             | Peter, Sue & Marc                        | "Les illusions de nos vingt ans"     | Franska           | 12                 | 78                 | Inga semifinaler   | Inga semifinaler   |
| 1972             | Véronique Müller                         | "C'est la chanson de mon amour"      | Franska           | 8                  | 88                 | Inga semifinaler   | Inga semifinaler   |
| 1973             | Patrick Juvet                            | "Je vais me marier, Marie"           | Franska           | 12                 | 79                 | Inga semifinaler   | Inga semifinaler   |
| 1974             | Piera Martell                            | "Mein Ruf nach dir"                  | Tyska             | 14                 | 3                  | Inga semifinaler   | Inga semifinaler   |
| 1975             | Simone Drexel                            | "Mikado"                             | Tyska             | 6                  | 77                 | Inga semifinaler   | Inga semifinaler   |
| 1976             | Peter, Sue & Marc                        | "Djambo, Djambo"                     | Engelska          | 4                  | 91                 | Inga semifinaler   | Inga semifinaler   |
| 1977             | Pepe Lienhard Band                       | "Swiss Lady"                         | Tyska             | 6                  | 71                 | Inga semifinaler   | Inga semifinaler   |
| 1978             | Carole Vinci                             | "Vivre"                              | Franska           | 9                  | 65                 | Inga semifinaler   | Inga semifinaler   |
| 1979             | Peter, Sue & Marc + Pfuri, Gorps & Kniri | "Trödler und Co"                     | Tyska             | 10                 | 60                 | Inga semifinaler   | Inga semifinaler   |
| 1980             | Paola                                    | "Cinéma"                             | Franska           | 4                  | 104                | Inga semifinaler   | Inga semifinaler   |
| 1981             | Peter, Sue & Marc                        | "Io senza te"                        | Italienska        | 4                  | 121                | Inga semifinaler   | Inga semifinaler   |
| 1982             | Arlette Zola                             | "Amour on t'aime"                    | Franska           | 3                  | 97                 | Inga semifinaler   | Inga semifinaler   |
| 1983             | Mariella Farré                           | "Io così non ci sto"                 | Italienska        | 15                 | 28                 | Inga semifinaler   | Inga semifinaler   |
| 1984             | Rainy Day                                | "Welche Farbe hat der Sonnenschein?" | Tyska             | 16                 | 30                 | Inga semifinaler   | Inga semifinaler   |
| 1985             | Mariella Farré & Pino Gasparini          | "Piano, piano"                       | Tyska             | 12                 | 39                 | Inga semifinaler   | Inga semifinaler   |
| 1986             | Daniela Simmons                          | "Pas pour moi"                       | Franska           | 2                  | 140                | Inga semifinaler   | Inga semifinaler   |
| 1987             | Carol Rich                               | "Moitié, moitié"                     | Franska           | 17                 | 26                 | Inga semifinaler   | Inga semifinaler   |
| 1988             | Céline Dion                              | "Ne partez pas sans moi"             | Franska           | 1                  | 137                | Inga semifinaler   | Inga semifinaler   |
| 1989             | Furbaz                                   | "Viver senza tei"                    | Rätoromanska      | 13                 | 47                 | Inga semifinaler   | Inga semifinaler   |
| 1990             | Egon Egemann                             | "Musik klingt in die Welt hinaus"    | Tyska             | 11                 | 51                 | Inga semifinaler   | Inga semifinaler   |
| 1991             | Sandra Studer                            | "Canzone per te"                     | Italienska        | 5                  | 118                | Inga semifinaler   | Inga semifinaler   |
| 1992             | Daisy Auvray                             | "Mister Music Man"                   | Franska           | 15                 | 32                 | Inga semifinaler   | Inga semifinaler   |
| 1993             | Annie Cotton                             | "Moi, tout simplement"               | Franska           | 3                  | 148                | Inga semifinaler   | Inga semifinaler   |
| 1994             | Duilio                                   | "Sto pregando"                       | Italienska        | 19                 | 15                 | Inga semifinaler   | Inga semifinaler   |
| Deltog inte 1995 |                                          |                                      |                   |                    |                    |                    |                    |
| 1996             | Kathy Leander                            | "Mon cœur l'aime"                    | Franska           | 16                 | 22                 | 8                  | 67                 |
| 1997             | Barbara Berta                            | "Dentro di me"                       | Italienska        | 22                 | 5                  | Inga semifinaler   | Inga semifinaler   |
| 1998             | Gunvor                                   | "Lass ihn"                           | Tyska             | 25                 | 0                  | Inga semifinaler   | Inga semifinaler   |
| Deltog inte 1999 |                                          |                                      |                   |                    |                    |                    |                    |
| 2000             | Jane Bogaert                             | "La vita cos'è?"                     | Italienska        | 20                 | 14                 | Inga semifinaler   | Inga semifinaler   |
| Deltog inte 2001 |                                          |                                      |                   |                    |                    |                    |                    |
| 2002             | Francine Jordi                           | "Dans le jardin de mon âme"          | Franska           | 22                 | 15                 | Inga semifinaler   | Inga semifinaler   |
| Deltog inte 2003 |                                          |                                      |                   |                    |                    |                    |                    |
| 2004             | Piero & The Musicstars                   | "Celebrate!"                         | Engelska          | Kvalificerade inte | Kvalificerade inte | 22                 | 0                  |
| 2005             | Vanilla Ninja                            | "Cool Vibes"                         | Engelska          | 8                  | 128                | 8                  | 114                |
| 2006             | Six4one                                  | "If We All Give a Little"            | Engelska          | 16                 | 30                 | Direktkvalificerad | Direktkvalificerad |
| 2007             | DJ Bobo                                  | "Vampires Are Alive"                 | Engelska          | Kvalificerade inte | Kvalificerade inte | 20                 | 40                 |
| 2008             | Paolo Meneguzzi                          | "Era stupendo"                       | Italienska        | Kvalificerade inte | Kvalificerade inte | 13                 | 47                 |
| 2009             | Lovebugs                                 | "The Highest Heights"                | Engelska          | Kvalificerade inte | Kvalificerade inte | 14                 | 15                 |
| 2010             | Michael von der Heide                    | "Il pleut de l'or"                   | Franska           | Kvalificerade inte | Kvalificerade inte | 17                 | 2                  |
| 2011             | Anna Rossinelli                          | "In Love for a While"                | Engelska          | 25                 | 19                 | 10                 | 55                 |
| 2012             | Sinplus                                  | "Unbreakable"                        | Engelska          | Kvalificerade inte | Kvalificerade inte | 11                 | 45                 |
| 2013             | Takasa                                   | "You and Me"                         | Engelska          | Kvalificerade inte | Kvalificerade inte | 13                 | 41                 |
| 2014             | Sebalter                                 | "Hunter of Stars"                    | Engelska          | 13                 | 64                 | 4                  | 92                 |
| 2015             | Mélanie René                             | "Time to Shine"                      | Engelska          | Kvalificerade inte | Kvalificerade inte | 17                 | 4                  |
| 2016             | Rykka                                    | "The Last of Our Kind"               | Engelska          | Kvalificerade inte | Kvalificerade inte | 18                 | 28                 |
| 2017             | Timebelle                                | "Apollo"                             | Engelska          | Kvalificerade inte | Kvalificerade inte | 12                 | 97                 |
| 2018             | ZiBBZ                                    | "Stones"                             | Engelska          | Kvalificerade inte | Kvalificerade inte | 13                 | 86                 |
| 2019             | Luca Hänni                               | "She Got Me"                         | Engelska          | 4                  | 364                | 4                  | 232                |
| 2020             | Gjon's Tears                             | "Répondez-moi"                       | Franska           | Tävlingen inställd | Tävlingen inställd | Tävlingen inställd | Tävlingen inställd |
| 2021             | Gjon's Tears                             | "Tout l'Univers"                     | Franska           | 3                  | 432                | 1                  | 291                |
| 2022             | Marius Bear                              | "Boys Do Cry"                        | Engelska          | 17                 | 78                 | 9                  | 118                |
| 2023             | Remo Forrer                              | "Watergun"                           | Engelska          | 20                 | 92                 | 7                  | 97                 |
| 2024             | Nemo                                     | "The Code"                           | Engelska          | 1                  | 591                | 4                  | 132                |
| 2025             | Zoë Më                                   | "Voyage"                             | Franska           | 10                 | 214                | Värdland           | Värdland           |

## Röstningshistorik (1957–2017)
Källa: Eurovision Song Contest Database

### Schweiz hargivitmest poäng till...
| Endast finaler | Endast finaler | Endast finaler |
| Nr             | Land           | Poäng          |
| -------------- | -------------- | -------------- |
| 1              | Storbritannien | 206            |
| 2              | Frankrike      | 181            |
| 3              | Irland         | 176            |
| 4              | Italien        | 170            |
| 5              | Spanien        | 168            |

| Finaler och semifinaler | Finaler och semifinaler | Finaler och semifinaler |
| Nr                      | Land                    | Poäng                   |
| ----------------------- | ----------------------- | ----------------------- |
| 1                       | Storbritannien          | 206                     |
| 2                       | Irland                  | 195                     |
| 3                       | Sverige                 | 184                     |
| 4                       | Frankrike               | 181                     |
| 5                       | Portugal                | 175                     |

### Schweiz harmottagitflest poäng från...
| Endast finaler | Endast finaler | Endast finaler |
| Nr             | Land           | Poäng          |
| -------------- | -------------- | -------------- |
| 1              | Storbritannien | 156            |
| 2              | Nederländerna  | 130            |
| 3              | Österrike      | 124            |
| 4              | Belgien        | 117            |
| 5              | Finland        | 115            |

| Finaler och semifinaler | Finaler och semifinaler | Finaler och semifinaler |
| Nr                      | Land                    | Poäng                   |
| ----------------------- | ----------------------- | ----------------------- |
| 1                       | Storbritannien          | 161                     |
| 2                       | Finland                 | 150                     |
| 3                       | Österrike               | 140                     |
| 4                       | Tyskland                | 136                     |
| 5                       | Nederländerna           | 134                     |